# 太平寨镇
太平寨镇，是中华人民共和国河北省唐山市迁西县下辖的一个乡镇级行政单位。

## 行政区划
太平寨镇下辖以下地区：
太一村、太二村、太三村、太四村、西沟村、王庄子村、东赵庄村、城子岭村、王家峪村、东牌楼沟村、擦崖子村、东辛庄村、楼房峪村、北刘古庄村、龙辛庄村、水峪村、好桲椤峪村、兰城沟村、大岭寨村、周家峪村、南刘古庄村、韩家河村、马庄子村、高古庄村、鸽子庵村、张庄子村、马家峪村、黄土岭村和冯庄村。